# Millennium Estoril Open 2017
Il Millennium Estoril Open 2017 è stata la 28ª edizione del torneo precedentemente noto come Portugal Open, facente parte dell'ATP Tour 250 nell'ambito dell'ATP World Tour 2017. L'evento si è giocato sulla terra rossa del Clube de Ténis do Estoril a Cascais, in Portogallo, dal 1° al 7 maggio 2017.

## Partecipanti

### Teste di serie
| Nazione     | Giocatore             | Ranking* | Testa di serie |
| ----------- | --------------------- | -------- | -------------- |
| Spagna      | Pablo Carreño Busta   | 20       | 1              |
| Francia     | Richard Gasquet       | 23       | 2              |
| Lussemburgo | Gilles Müller         | 28       | 3              |
| Spagna      | David Ferrer          | 32       | 4              |
| Argentina   | Juan Martín del Potro | 33       | 5              |
| Portogallo  | João Sousa            | 37       | 6              |
| Regno Unito | Kyle Edmund           | 42       | 7              |
| Francia     | Benoît Paire          | 49       | 8              |

* Ranking al 24 aprile 2017.

### Altri partecipanti
I seguenti giocatori hanno ricevuto una wild card per il tabellone principale:
- David Ferrer
- Frederico Ferreira Silva
- Pedro Sousa

Il seguente giocatore è entrato in tabellone con il ranking protetto:
- Tommy Robredo

I seguenti giocatori sono passati dalle qualificazioni:

- Salvatore Caruso
- João Domingues
- Bjorn Fratangelo
- Elias Ymer

## Campioni

### Singolare
Pablo Carreño Busta ha sconfitto in finale  Gilles Müller con il punteggio di 6-2, 7–6(5).
- È il terzo titolo in carriera per Carreño Busta, il primo della stagione.

### Doppio
Ryan Harrison /  Michael Venus hanno sconfitto  David Marrero /  Tommy Robredo con il punteggio di 7-5, 6-2.